# Roskilde (stad)
Roskilde (spreek uit: roskiele) is een stad in de gelijknamige gemeente Roskilde in de Deense regio Seeland. Ze telt 48.721 inwoners (2014). Het is een van de oudste steden van Denemarken. De plaats grenst in het noorden aan de Roskildefjord. Roskilde is tevens de hoofdstad van het gelijknamige Bisdom Roskilde van de Deense Volkskerk.

## Geschiedenis

### Stichting tot 14e eeuw
Roskilde ontwikkelde zich reeds zeer vroeg als knooppunt van de handelsroutes van de Vikingen over land en zee, en is daarmee een van de oudste steden van Denemarken. Volgens Adam van Bremen en de Saxo Grammaticus werd de stad rond 980 gesticht door Harald I van Denemarken. Hij zou een houten kerk hebben gebouwd bij de haven, waarin hij later begraven werd. Sinds die tijd was Roskilde de residentie van de koning en hoofdstad van Denemarken.
In 1020 benoemde Knoet de Grote Roskilde tot zetel van een bisdom, waarmee het een hoge nationale status kreeg. Absalon, de bisschop, bouwde in 1170 een stenen kerk op de plek van Haralds kerk. In 1275 werd deze kathedraal voltooid. Door Absalons invloed werden in de buurt nog vele kerken gebouwd waardoor de stad de belangrijkste plaats van Seeland werd. Sven III van Denemarken bouwde in het midden van de 12e eeuw een vesting rond de stad. Het is niet zeker wanneer de stad marktrechten kreeg, maar Roskilde had zonder twijfel al handelsprivileges in de tijd van Erik II van Denemarken in de vroege 12e eeuw.

### 15e tot 18e eeuw
In 1443 verplaatste Christoffel III zijn residentie naar Kopenhagen, waarmee Kopenhagen de hoofdstad van Denemarken werd. Het verdwijnen van de residentie luidde de achteruitgang van Roskilde in. Het zou tot de twintigste eeuw duren voordat Roskilde weer opbloeide. Ook de reformatie in de eeuw erna speelde een rol in de achteruitgang van de stad, aangezien de meeste religieuze instellingen verdwenen. Ook in de eeuwen die volgden werd de stad zwaar getroffen door gebeurtenissen van allerlei soort. Zo leed Roskilde onder de effecten van de Deens-Zweedse Oorlog, die in 1658 werd beëindigd met de Vrede van Roskilde. Verder waren er ook nog pestuitbraken in 1710 en 1711, en braken er in 1730 verschillende branden uit.

### 19e eeuw tot heden
De omstandigheden verbeterden in 1835 toen Roskilde de zetel werd van de Rådgivende Stænderforsamling, een soort raadgevend orgaan van het land. Ook kreeg de stad in de decennia erna een rechtstreekse spoorweg naar Kopenhagen. Daarmee werd Roskilde een belangrijk verkeersknooppunt. In de jaren 70 en 80 van de 19e eeuw werd de haven vergroot, wat meer industriële bedrijven aantrok om zich te vestigen in de regio. Tegen het einde van de eeuw waren er tabakfabrieken, ijzergieterijen en machinewerkplaatsen.
Het begin van de twintigste eeuw betekende een verder heropbloei door de rol als voorstad van Kopenhagen, maar dit werd weer tenietgedaan door het te klein zijn van de haven en de geringe diepte van de Roskildefjord, waardoor de steeds groter wordende schepen niet meer bediend konden worden. De industrie begon weer weg te trekken maar bleef een grote bron van tewerkstelling, grotendeels te danken aan de drankfabriek De Danske Spritfabrikker en het slachthuis Roskilde Andelssvineslagteri.
In de jaren zeventig profiteerde de stad van de aanleg van de snelweg Primærrute 21 en van de stichting van de Universiteit van Roskilde. Sinds de jaren tachtig heeft de dienstensector de industriesector grotendeels vervangen als belangrijkste tewerkstellingssector.

## Geografie
Roskilde is gelegen in het noorden van het eiland Seeland aan het zuidelijke uiteinde van de Roskildefjord, die zelf dan weer een zuidelijke zijtak vormt van de Isefjord. Het stadscentrum rond de kathedraal ligt zo'n 40 meter boven het zeeniveau. De helling naar de haven kent een aantal bronnen, waarvan Maglekilde de krachtigste is.

## Bezienswaardigheden

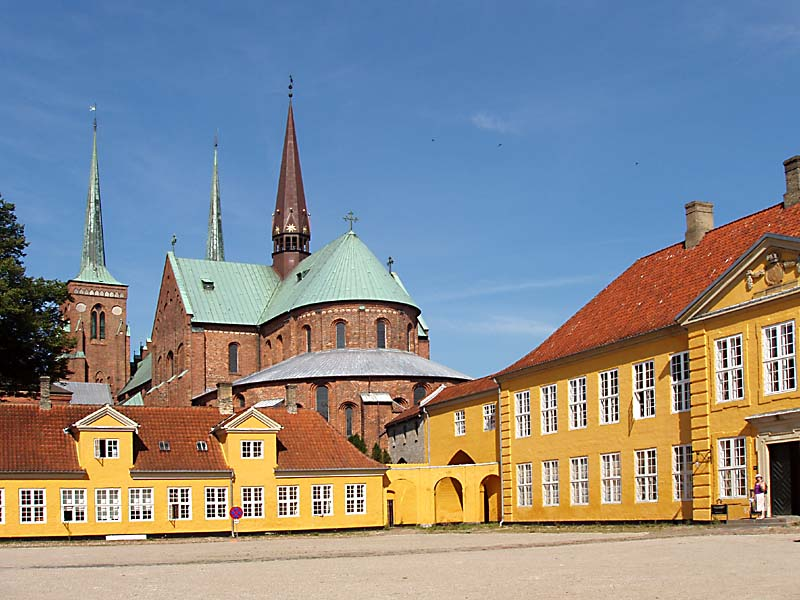
Kathedraal van Roskilde

- Kathedraal van Roskilde: in deze kathedraal liggen bijna alle vorsten van Denemarken vanaf de middeleeuwen begraven. De kerk was eerst een eenvoudig houten gebouw, maar werd later uitgebreid tot de kerk die hij nu is. Het gebouw staat op de Werelderfgoedlijst van UNESCO.
- Oude Onze-Lieve-Vrouwekerk: een romaanse kerk
- Sint-Jacobskerk: een romaanse kerk
- Priorij van de Heilige Catharina
- Vikingschipmuseum: een museum waarin onder meer vijf Vikingschepen (de Skuldelevschepen) uit de elfde eeuw zijn te zien en uitleg over de cultuur en levenswijze van de Vikingen wordt gegeven.
- Museum Ragnarock: museum over rock, pop en jeugdcultuur
- Roskilde Museum: een museum over de lokale geschiedenis
- Museum voor Moderne kunst: gehuisvest in een voormalig koninklijk paleis

### Evenementen
In Roskilde wordt sinds 1971 jaarlijks aan het begin van de zomervakantie een van de grootste popfestivals van Europa gehouden, het Roskilde Festival. Dit festival is het grootste van Noord-Europa.

## Verkeer en vervoer
Het belangrijkste station van de stad is station Roskilde. Het station beschikt over zeven sporen en is een knooppunt van het westen en zuiden van Seeland. De stad beschikt ook over station Trekroner, dat in de gelijknamige wijk ligt en ook de Universiteit van Roskilde bedient. In het zuiden van de stad ligt station Roskilde Festivalplads, dat bijna alleen maar gebruikt wordt tijdens Roskilde Festival.
In de dichtbijgelegen plaats Tune ligt sinds 1973 Københavns Lufthavne Roskilde. Deze luchthaven moest een van de drie grote luchthavens worden rond Kopenhagen maar is uiteindelijk geëvolueerd tot een kleine luchthaven met alleen maar regionale bestemmingen.
De belangrijkste wegen in en rond Roskilde zijn:
- O1: Binnenste ringweg
- O2: Buitenste ringweg
- 6 naar Køge en Helsingør
- 14 naar Næstved
- 21 naar Kopenhagen en Randers
- 23 naar Vejle

## Onderwijs
De Universiteit van Roskilde werd gesticht in 1972 als Roskilde Universitetscenter. De campus ligt in het oosten van de stad, in de wijk Trekoner. In 2008 werd de naam gewijzigd naar Roskilde Universitet. De afkorting RUC werd wel behouden. De universiteit heeft zo'n 8000 studenten.

## Sport
Roskilde is de thuishaven van de voetbalclub FC Roskilde. De club speelt momenteel in 1. division, de op een na hoogste voetbalcompetitie van Denemarken. Hun thuisstadion is Roskilde Idrætspark.
De stad huisvest ook een rugbyclub, Roskilde Vikings RK, en een roeiclub, Roskilde Roklub.
Op 2 juli 2022 is Roskilde startplaats van de tweede etappe van de Ronde van Frankrijk naar Nyborg. Deze etappe werd gewonnen door de Nederlander Fabio Jakobsen.

## Geboren in Roskilde
- Erasmus Bartholin (1625-1698), wetenschapper en arts
- Oskar Nielsen-Nørland (1882-1941), voetballer
- Carl Ebbe Andersen (1929-2009), roeier
- Sarah Boberg (1966), actrice
- Nicolai Bo Larsen (1971), wielrenner
- Annemette Jensen (1972), marathonloopster
- Bekim Christensen (1973), wielrenner
- Thomas Ebert (1973), roeier
- Jan Magnussen (1973), autocoureur
- Bo Henriksen (1975), voetballer en voetbaltrainer
- Rikke Olsen (1975), badmintonster
- Cathrine Grage (1976), langebaanschaatsster en wielrenster
- Jesper Christiansen (1978), voetballer
- Natasha Thomas (1986), zangeres
- Freja Beha (1987), model
- Mads Albæk (1990), voetballer
- Kevin Magnussen (1992), autocoureur
- Andreas Skov Olsen (1999), voetballer